# Игнатова, Елена Леонидовна
Еле́на Леони́довна Игна́това (род. 8 февраля 1950 года, г. Каменск-Уральский) — русская поэтесса, бард.

## Биография
Родилась 8 февраля 1950 года в городе Каменск-Уральский.
- 1975 год — окончила факультет «Промышленная архитектура» Свердловского архитектурного института по специальности: архитектор.
  - Работа(ет/ла) архитектором.
- Победитель на фестивалях:
  - 1981 — «Зелёная карета»,
  - 1985 — «Зелёная лампа»,
  - 1986 — Норильский фестиваль,
  - 1987 — Норильский фестиваль,
  - 1988 — Норильский фестиваль,
  - 1988 — Саянский фестиваль,
  - 1994 — Ильменский фестиваль, — Гран-при,
  - 1997 — Ильменский фестиваль, в номинации «Полный автор»
  - 2002 — дипломант «Второго Канала» Международного фестиваля имени Валерия Грушина,
  - 2006 — фестиваль «Солнцеворот» в г. Абакане: лауреат в номинации «Лучший текст»,
  - 2011 — дипломант фестиваля в г. Железногорске,
  - 2011 — диплом победителя в номинации «Военная песня» на Всероссийском фестивале авторской песни в Юрге;

- 2011 — Участник жюри на фестивале «Солнцеворот» в Абакане,
- 2011 — председатель жюри фестиваля «Илимская лира» в Усть-Илимске,
- 2012 — член жюри фестиваля авторской песни памяти Владимира Высоцкого в г. Назарово Красноярского края.

## Публикации
- 2002 — выпущен поэтический сборник «Яблоневый свет» издательством Уральского университета.

## Личная жизнь
Отец: Леонид Иванович Ермилов, был учителем истории; во время войны попал в плен.
- Трудной судьбе отца посвящена песня Елены Игнатовой «А я дитя военнопленного»[1].

Проживает в Абакане (Хакасия).